# Oligotylus centralis
Oligotylus centralis är en insektsart som beskrevs av Schuh 2000. Oligotylus centralis ingår i släktet Oligotylus och familjen ängsskinnbaggar. Inga underarter finns listade i Catalogue of Life.